# Nemanjina ulica

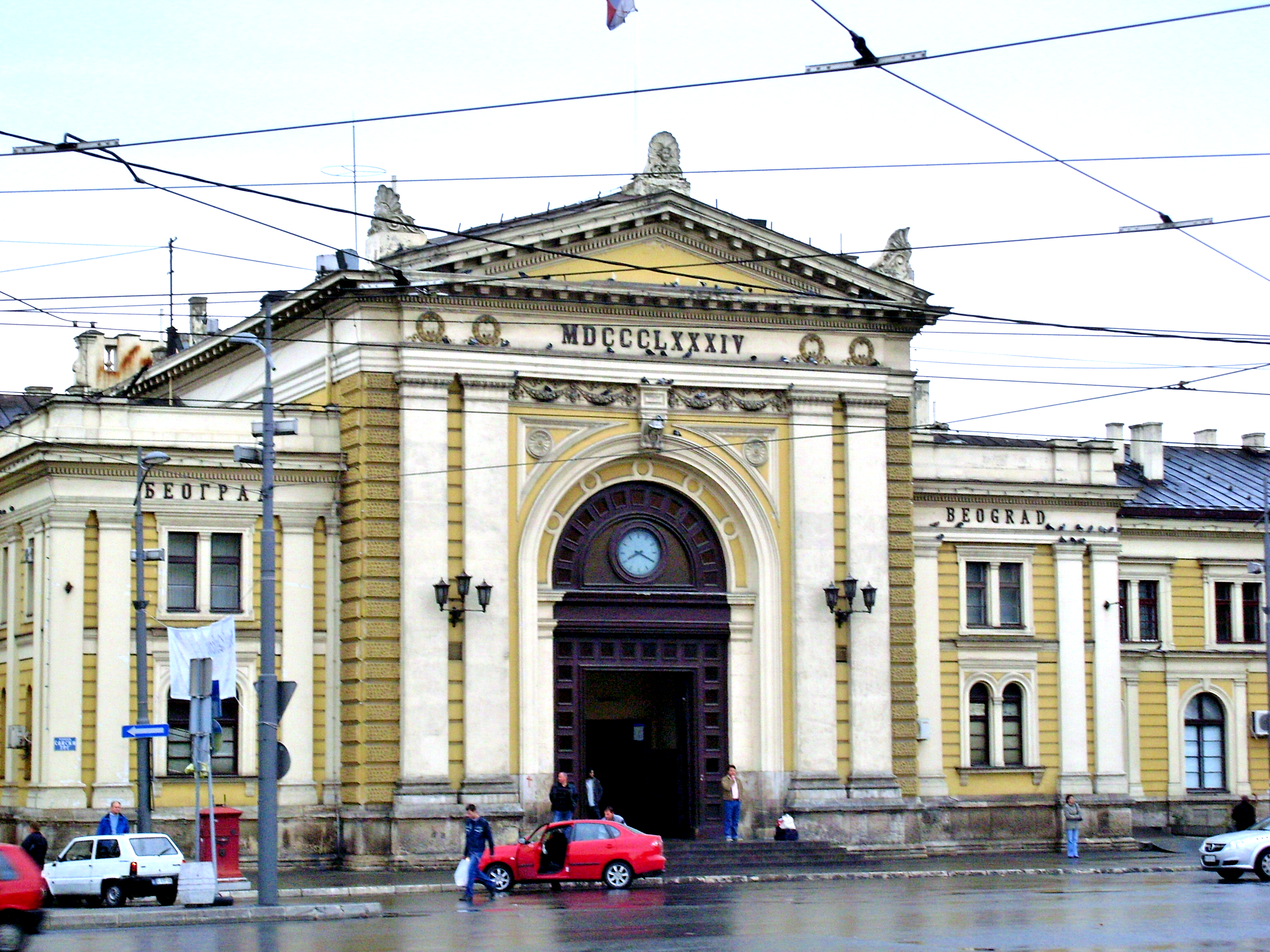
Front des Hauptbahnhofes mit der Seite zur Nemanijna ulica

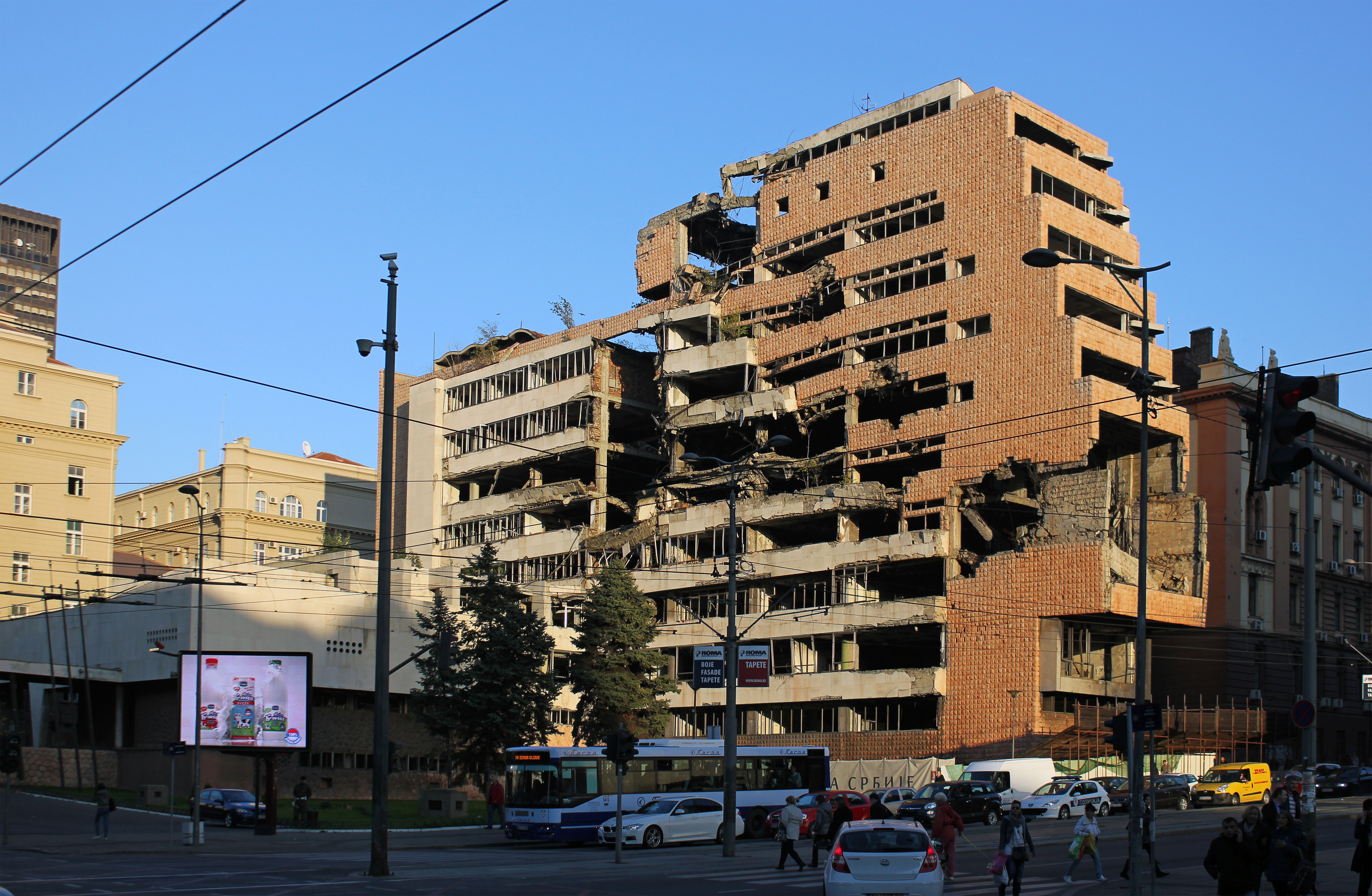
Front des bombardierten Generalstabgebäudes von der Nemanijna

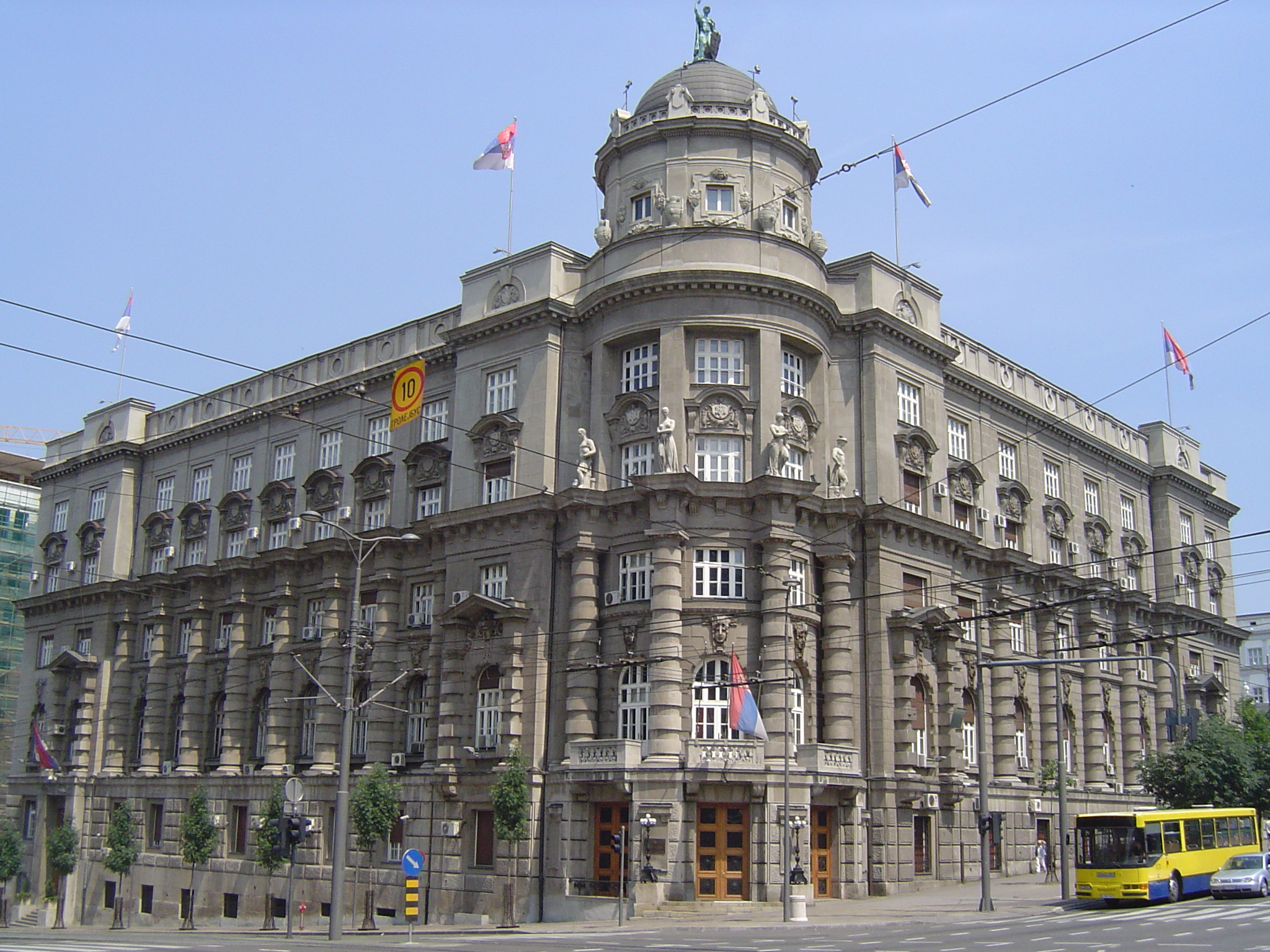
Das Gebäude der Serbischen Regierung

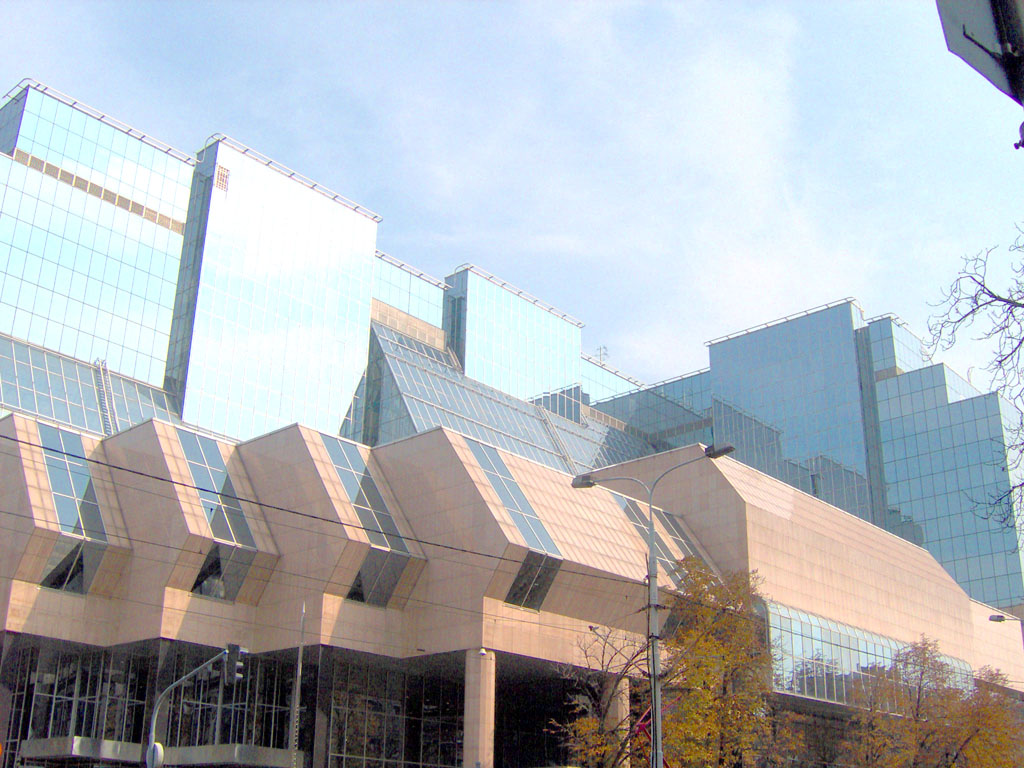
Die Serbische Nationalbank an der Nemanjina

Die Nemanjina ulica ist eine der Hauptstraßen von Belgrad, Serbien. Die Nemanjina führt vom Bahnhof Beograd-Glavna zur Slavija. An ihr liegen mehrere Ministerien, die Nationalbank Serbiens sowie das Historische Museum Serbiens.

## Lage
Die relativ kurze und steile Nemanjina ulica liegt im Stadtteil Savski Venac und führt vom Savski Trg am ehemaligen Hauptbahnhof zur Slavija. Ihre wichtigste Kreuzung ist die zur Ulica Kneza Miloša, wo das 1999 während der Bombardierung beschädigte Generalstabsgebäude steht.

## Verkehr
Die vierspurige Nemanjina ist eine der Hauptverkehrsstraßen der Stadt und wichtiger Verkehrsknoten mit den Straßenbahnverbindungen zwischen Slavija und Bahnhof.
Koordinaten: 44° 48′ 18″ N, 20° 27′ 41″ O